# Fluitkoord

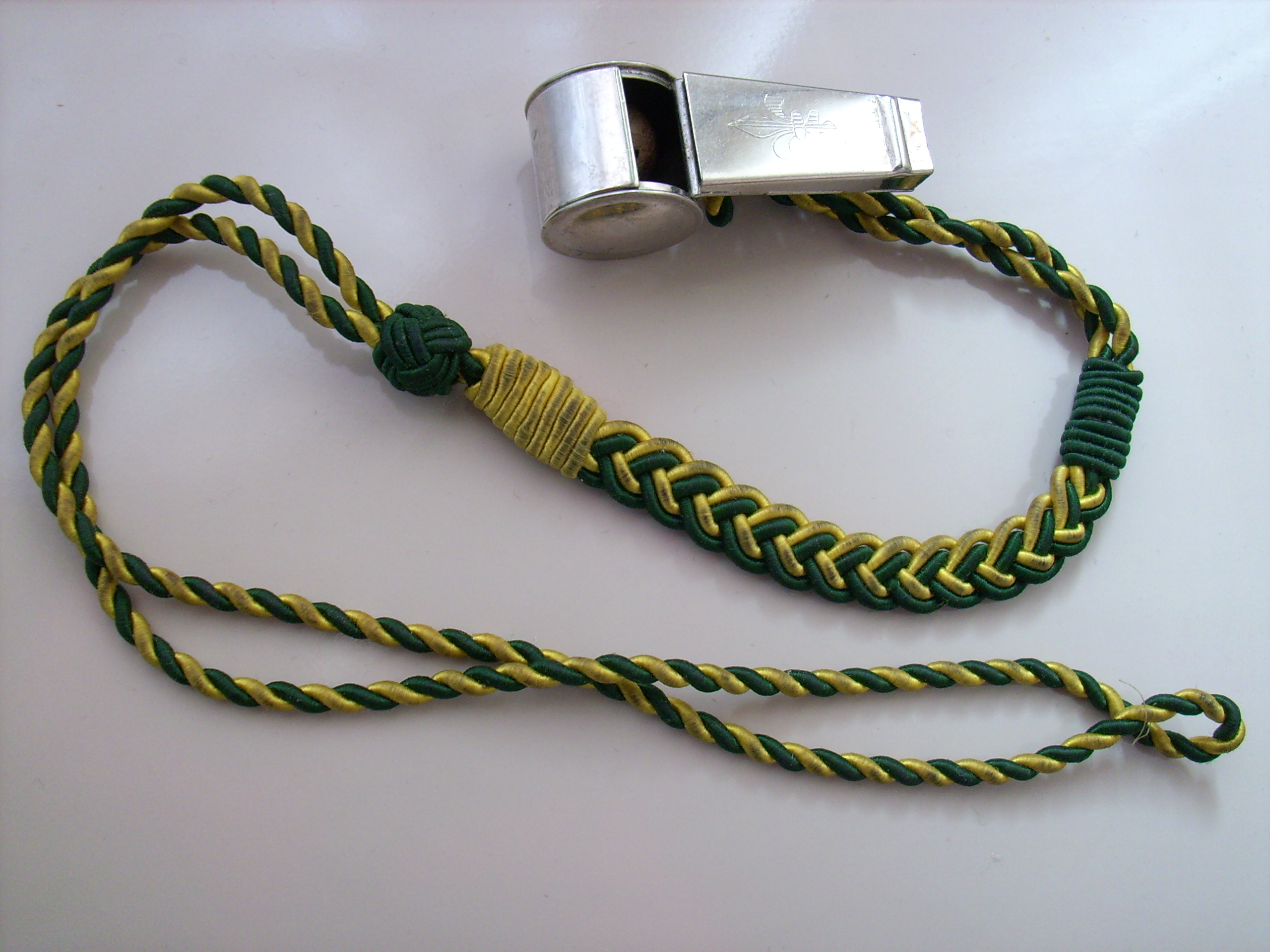
Een fluitkoord

Een fluitkoord is een koord waarmee een fluitje gemakkelijk uit de zak kan worden gehaald en in het gebruik niet op de grond valt. Gewoonlijk vormt het een onderdeel van een uniform. 
Fluitkoorden, die een onderdeel vormen van het uniform dat gedragen wordt door leden van de watertak van scouting, zijn meestal bevestigd aan een bootsmansfluitje. De kleur is dan wit of blauw. Deze scouts worden geacht het fluitkoord zelf te maken en het hoort te getuigen van de bekwaamheid van de drager in het schiemanswerk.